# 松本道介
松本 道介（まつもと みちすけ、1935年2月26日 - 2017年5月12日）は、日本のドイツ文学者・文芸評論家。中央大学名誉教授。

## 経歴
北海道生まれ。2歳で東京に移る。のち京都、岡山に移り、東京大学文学部独文科卒。1960年東京大学大学院修士課程修了。熊本大学法文学部助手、1962年専任講師。1964年國學院大學専任講師、1967年助教授。2年間フランクフルト大学講師を務め、1973年中央大学文学部助教授。1976年教授。文学部長を歴任し、2005年に定年を迎え同大名誉教授。なお中央大学在籍中には体育会水泳部の部長も務めていた。
『季刊文科』同人、1982年より『文學界』に同人雑誌評を書き続けた。『阿部昭全作品』の解説を書いた。ヨハン・ヴォルフガング・フォン・ゲーテ、フーゴ・フォン・ホーフマンスタールなどを翻訳。

## 著書
- 『近代自我の解体』勉誠社 1995
- 『視点』邑書林（季刊文科叢書）2000
- 『午睡のあとで』藤原書店 2002
- 『反学問のすすめ（視点 2）』邑書林 2002
- 『素朴なる疑問 私の脱哲学・脱西洋』鳥影社（季刊文科コレクション）2006
- 『極楽鳥の愁い "ない"の発見 視点 4』鳥影社　季刊文科コレクション　2010
- 『小説の再生　日本語には”主語”がなかった』鳥影社、2014

## 翻訳
- ヨーアヒム・ハルトナック 『二十世紀の名ヴァイオリニスト』白水社 1971
- テオドール・シュトルム 『みずうみ・三色すみれ 世界文学全集』学習研究社 1978
- ライナー・マリア・リルケ 『神さまの話 世界文学全集』学習研究社 1979
- ハリー・ケスラー 『ワイマル日記』（上下）、冨山房 1993-1994
- ヘルムート・プレスナー 『ドイツロマン主義とナチズム　遅れてきた国民』講談社学術文庫 1995

## 参考
- 松本道介教授略年譜 「紀要 文学科」2005-03
- CiNii　著書